# Myrmarachne lugubris
Myrmarachne lugubris là một loài nhện trong họ Salticidae.
Loài này thuộc chi Myrmarachne. Myrmarachne lugubris được Wladislaus Kulczynski miêu tả năm 1895.